# Марина Михайлошина
Марина Михайлошина (нар. 1982, Київ) — український художник, графік, оформлювач книжок. 

## Життєпис
Народилась Марина Михайлошина в 1982 році в Києві. Тут живе і працює.

### Освіта
Закінчила ДХСШ ім. Т. Г. Шевченка, факультет живопису. Працювала зі скульптурою та керамікою (факультет декоративно-ужиткового мистецтва). 
З 2001 р. навчалась на видавничо-поліграфічному факультеті НТУУ «Київський політехнічний інститут», спеціальність «Графіка». Свого часу опанувала ікебану, займалася рекламою, каліграфією.

### Діяльність
З 2010 року працює як «вільний художник», займається оформленням книг. Перша видана книга – «Країна Ніландія» О. Мацьків,  вийшла у видавництво «Свічадо» в 2010 р. Співпрацює з «Видавництвом Старого Лева»,  «Свічадо».
Малює виключно до дитячих творів. Навіть Кобзар, який вийшов у «Видавництві Старого Лева», і той був «Дитячий Кобзар».

## Виставки
Перша виставка робіт відбулась  2011 року в рамках проекту «Україна – Грузія: два серця – одна душа» (Дні України в Грузії, м. Тбілісі). Її роботи зберігаються у приватних колекціях України, Росії, Грузії, Ірландії, США, Австралії.